# Святой Монитор
Монитор (умер около 490 года), также известный как Мониторий, был двенадцатым епископом Орлеана во Франции и почитается как святой Католической церкви.
Он был назначен епископом Орлеана около 472 года. Его память отмечается 10 ноября.